# 기존 특혜
기존 특혜(旣存特惠)는 관세 무역 일반 협정(GATT)의 예외로 인정되고 있는 영 연방 간, EU와 아프리카 18개국 간의 특혜 제도를 말한다. 지역 특혜라고도 한다. 유엔 무역 개발 회의(UNCTAD)에서는 이러한 기존 특혜는 이를 받지 못하는 국가에 불리하므로 기존 특혜를 폐지하고 일반 특혜로의 전환을 주장하고 있다. 한편, 1964년에 제1차 유엔 무역 개발 회의에서 논의되어 온 특혜 관세 제도는 1970년 9~10월 사이에 개최된 제4차 유엔 무역 개발 회의 특혜 특별위원회에서 원칙적인 합의를 보고 1971년부터 정식으로 실시하였다. 이러한 특혜 관세 제도는 요약하면 선진국측의 후진국측에 대한 무차별적·비호혜적 특별 관세 제도라고 할 수 있다. 세계적인 남북 문제의 중요한 해결 방안의 하나로 타결된 특혜 관세 제도는 그것이 많은 난점을 지니고 있으면서 1971년부터 실시된 사실은 개발도상국에서 생각할 경우 중요한 의의를 가진다. 그 이유는 이것으로 국제 무역에 있어서 GATT 체제라는 상호 무차별주의가 개발도상국에 대해서는 얼마나 무리한 체제인가를 인정했다는 점과 적절한 정도의 특혜를 각 후진국에 제공해야 비로소 공평한 경쟁이 성립된다는 논리가 국제적으로 겨우 인정받았다는 점에서이다.